# Siège de Metz (1870)
Pour les articles homonymes, voir siège de Metz.
Guerre franco-prussienne de 1870
Batailles
- Chronologie de la guerre franco-prussienne de 1870
- Sarrebruck (08-1870)
- Wissembourg (08-1870)
- Forbach-Spicheren (08-1870)
- Wœrth (08-1870)
- Bitche (08-1870)
- Phalsbourg (08-1870)
- Borny-Colombey (08-1870)
- Strasbourg (08-1870)
- Mars-la-Tour (08-1870)
- Toul (08-1870)
- Gravelotte (08-1870)
- Metz (08-1870)
- Nouart (08-1870)
- Beaumont (08-1870)
- Noisseville (08-1870)
- Sedan (08-1870)
- Montmédy (09-1870)
- Soissons (09-1870)
- Siège de Paris et chronologie du siège (09-1870)
- Nompatelize (10-1870)
- Bellevue (10-1870)
- Châtillon (10-1870
- Châteaudun (10-1870)
- Buzenval (10-1870)
- Bourget (10-1870)
- Dijon (10-1870)
- Belfort (11-1870)
- La Fère (11-1870)
- Langres (11-1870)
- Bouvet et Meteor (navale) (11-1870)
- Coulmiers (11-1870)
- Thionville (11-1870)
- Châtillon-sur-Seine (11-1870)
- Villers-Bretonneux (11-1870)
- Beaune-la-Rolande (11-1870)
- Champigny (11-1870)
- Orléans (12-1870)
- Loigny (12-1870)
- Châteauneuf (12-1870)
- Beaugency (12-1870)
- Longeau (12-1870)
- l’Hallue (12-1870)
- Siège de Péronne (1871)
- Bapaume (01-1871)
- Villersexel (01-1871)
- Le Mans (01-1871)
- Héricourt (01-1871)
- Saint-Quentin (01-1871)
- Buzenval (01-1871)

Le siège de Metz est un blocus militaire qui s'est déroulé du 20 août au 28 octobre 1870, lors de la guerre franco-allemande de 1870, et a contribué à la défaite sans appel de la France.

## Un blocus efficace

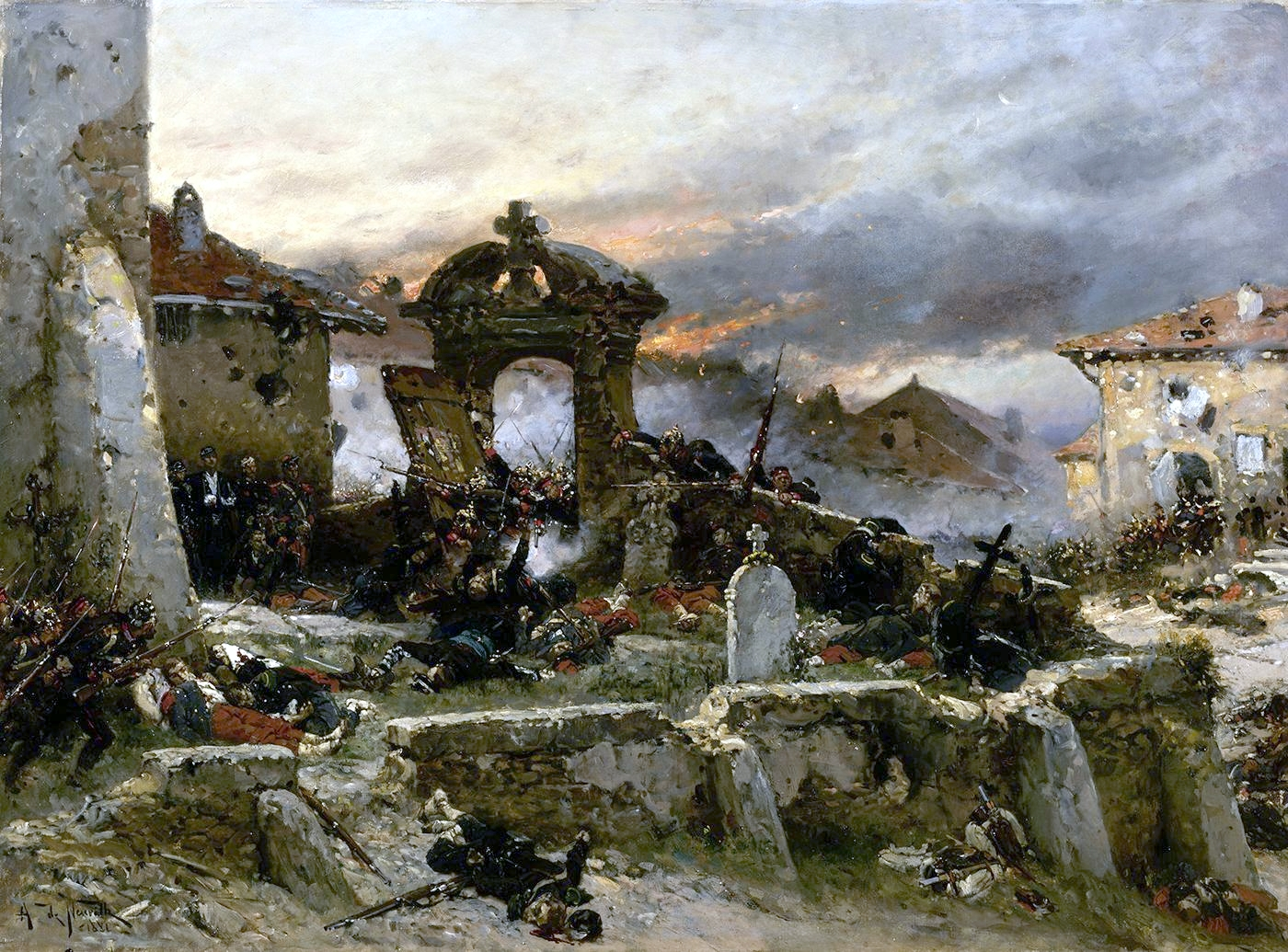
Bataille de Saint-Privat (18 août 1870)

Après avoir été vaincu à Saint-Privat et Gravelotte le 18 août 1870, le maréchal Bazaine bat en retraite vers Metz où il espère trouver un appui défensif important. Les fortifications de Metz ont été en effet renforcées et quatre nouveaux forts détachés, complétés par des redoutes en terre, forment une seconde ceinture fortifiée qui semble infranchissable.
Les troupes du maréchal Bazaine sont assiégées par la IIe armée prussienne, alors commandée par le prince Frédéric-Charles de Prusse, neveu du roi Guillaume Ier. Les Français tentent de rompre le siège une première fois à Noisseville (31 août), puis une seconde fois à Bellevue (7 octobre) mais sont repoussés par deux fois. La seconde partie de l’armée française, reformée au camp de Châlons et commandée par le maréchal de Mac-Mahon, quitte sa position, le 23 août 1870, pour tenter de renforcer l’armée de Bazaine, mais deux armées allemandes la piègent, le 1er septembre 1870, dans les Ardennes, lors de la bataille de Sedan, où elle sera contrainte de capituler, le 2, et où Napoléon III est fait prisonnier.
Pour échapper à la pression croissante de la population messine, qui aimerait le voir forcer le blocus, Bazaine s’établit au Ban-Saint-Martin. En octobre, pas moins de 15 000 malades ou blessés s’entassent dans les hôpitaux de la ville ou des baraquements de fortune. Les vivres et l’eau sont à ce moment sévèrement rationnés et l’on mange des chevaux et même des rats pour tromper la faim. Il faut recourir à des dispositifs spéciaux, comme le papillon de Metz pour faire sortir le courrier de la ville. L’efficacité du blocus allemand commence à porter ses fruits.

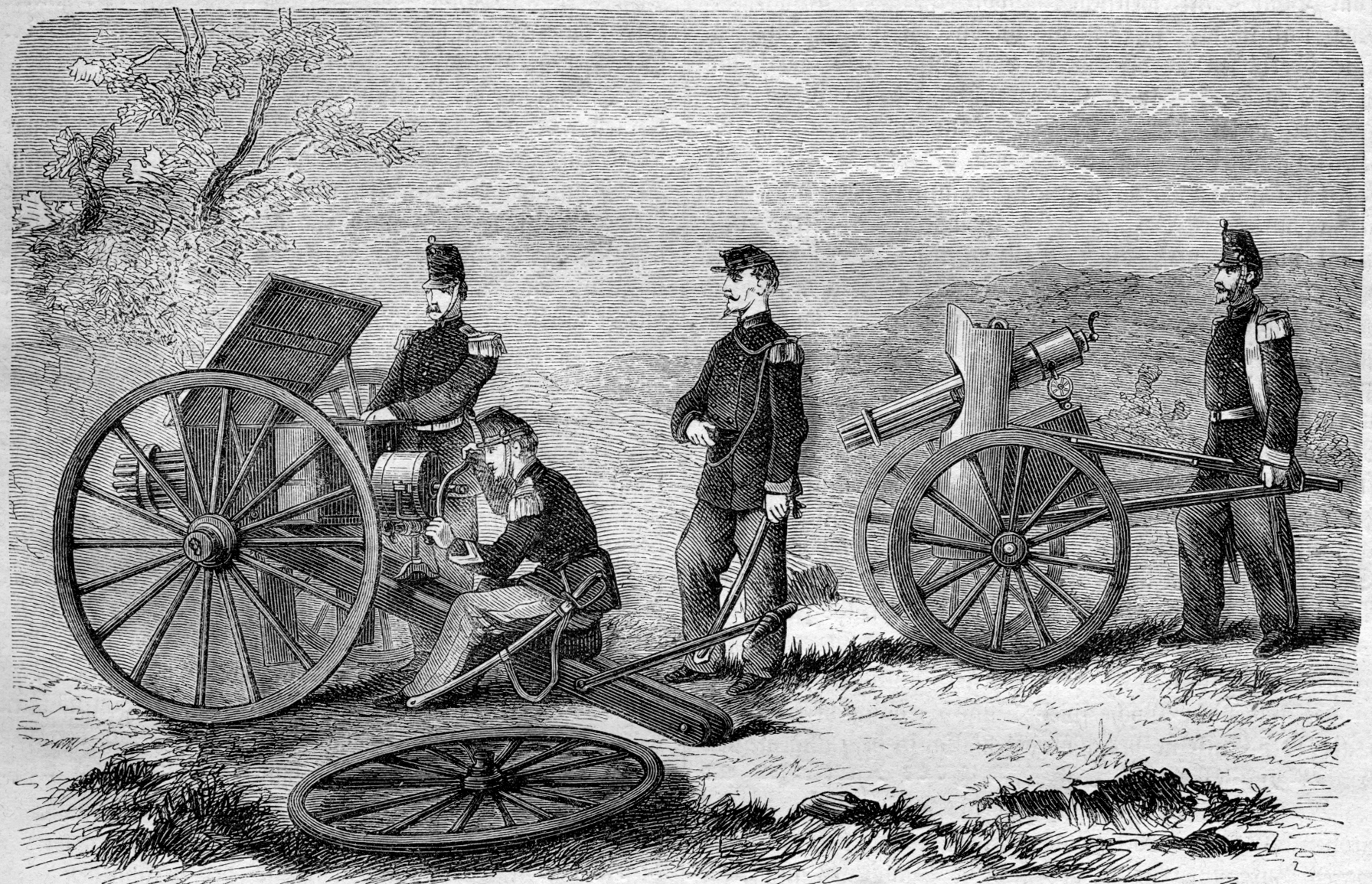
Mise en place d'une mitrailleuse par l'infanterie française.
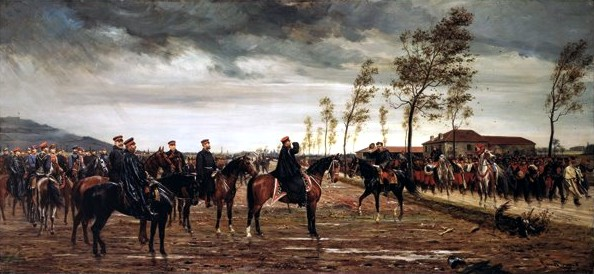
« Monseigneur, j'ai l'ordre de vous rendre la garde impériale. » (Colonel Wichmann - Général v. Fransecky - Général v. Stiehle - Prince Frédéric-Charles de Prusse - Général Desvaux)

## Une capitulation inattendue

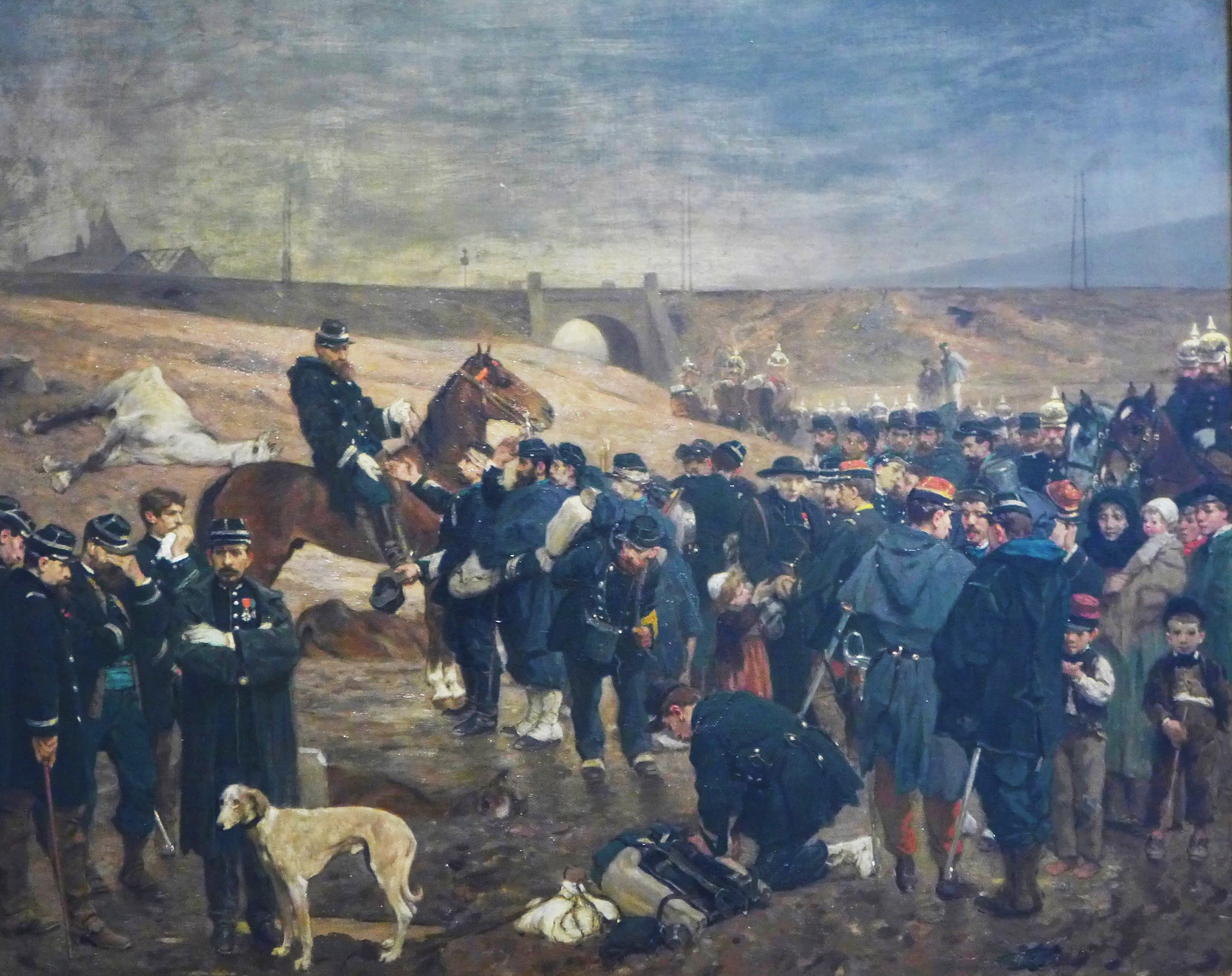
Les Adieux des soldats à leurs officiers, dit Les Adieux, le 29 octobre 1870 en France, à l’issue du siège de Metz, 226000 militaires français, dont trois maréchaux et cinquante généraux, sont livrés aux Prussiens en vertu du protocole de la capitulation signé la veille près de Metz, à Montigny. Toile de Théodore Devilly en 1885. C’est dans cette localité, devant la chaussée surélevée de la ligne de chemin de fer Paris-Metz, que l’artiste a placé la scène d’adieux de quelques soldats prisonniers à leurs officiers restés libres.

La privation de nourriture affecte durement le moral des habitants. Mais c’est la capitulation de l’armée du Maréchal Mac Mahon à la bataille de Sedan, et la chute de l’Empire, qui sonne le glas des espoirs messins. La place tient encore près de deux mois.
Fin octobre 1870, le moral est au plus bas et la population commence à soupçonner Bazaine d’avoir négocié en secret avec l’ennemi. Le 27 octobre 1870, le Conseil de guerre renonce à tenter une sortie, pour éviter tout sacrifice inutile. C'est au château de Frescaty, sur la commune de Moulins-lès-Metz, qu'est signée, le 27 octobre 1870 la capitulation de Metz entre le général chef d'état-major Jarras et le chef d'état-major prussien.
Enfermé dans la place forte de Metz, privé de renfort, François Achille Bazaine choisit de se rendre, le 28 octobre, livrant à l’ennemi près de 150 000 prisonniers et un matériel considérable. Le 29 octobre 1870, vers 16 heures, les troupes germaniques entrent triomphalement dans la ville. Leur chef, le général von Kammern, s’installe comme gouverneur à l’hôtel de la Princerie, le comte Guido Henckel von Donnersmarck prend ses fonctions de préfet de la Lorraine allemande. L’opinion publique française est atterrée.

## Des conséquences désastreuses
Après la chute de Metz, le prince Frédéric-Charles et la deuxième armée allemande peuvent rejoindre la vallée de la Loire avec pour objectif de vaincre le 15e corps d'armée français, l'armée de la Loire, créée dans l'urgence à partir de troupes rappelées d'Algérie, et portant les derniers espoirs de la France.
Le pays recherche des coupables à cette défaite incompréhensible. Le maréchal Bazaine est très vite accusé de mollesse devant l’ennemi, voire de trahison. Accablant Bazaine, Gambetta résume ainsi la situation :

« Metz a capitulé. Un général sur qui la France comptait, même après le Mexique, vient d’enlever à la patrie en danger plus de cent mille de ses défenseurs. Le maréchal Bazaine a trahi. Il s’est fait l’agent de l’homme de Sedan, le complice de l’envahisseur et, au milieu de l’armée dont il avait la garde, il a livré, sans même essayer un suprême effort, cent vingt mille combattants, vingt mille blessés, ses fusils, ses canons, ses drapeaux et la plus forte citadelle de la France, Metz, vierge, jusqu’à lui, des souillures de l’étranger. »

L’attitude ambiguë de Bazaine, qui sera finalement condamné pour trahison et intelligence avec l’ennemi, et les nouvelles désastreuses du reste de la France, entretiennent, à cette époque, un climat délétère à Metz, qui atteindra son apogée avec une première "annexion de fait" qui sera légalisée par le Traité de Francfort en mai 1871 entérinant l'annexion de 1871 de l'Alsace-Lorraine.